# Tuyến Hakushin
Tuyến Hakushin (白新線 Hakushin-sen) là một tuyến đường sắt được điều hành bởi Công ty Đường sắt Đông Nhật Bản (JR East), kết nối các ga Niigata và Shibata ở tỉnh Niigata.